# Goddess of Victory: Nikke
Goddess of Victory: Nikke là một trò chơi bắn súng góc nhìn người thứ ba được phát triển bởi Shift Up và phát hành bởi Level Infinite. Trò chơi được phát hành toàn cầu cho hệ điều hành Android và iOS vào năm 2022. Tựa game mang tính nhập vai này hoàn toàn miễn phí và có hệ thống gacha như một phương thức kiếm tiền.
Goddess of Victory: Nikke lấy bối cảnh tương lai hậu khải huyền, nơi mà thế giới đã bị chiếm đoạt bởi những sinh vật vô danh. Câu chuyện theo chân các Nikke, là những chiến binh nhân tạo được chỉ huy để giành lại hành tinh.

## Lối chơi
Goddess of Victory: Nikke là một trò chơi điện tử nhập vai, trong đó người chơi điều khiển một trong tối đa năm nhân vật có thể hoán đổi cho nhau (các Nikke). Là một game bắn súng góc nhìn người thứ ba, người chơi có thể ngắm bắn vào kẻ thù trên chiến trường được thể hiện bằng đồ họa 2D, theo phong cách anime. Quá trình bắn và nạp đạn diễn ra tự động. Mỗi nhân vật mang vũ khí riêng và có ba kĩ năng chiến đấu riêng biệt: hai kỹ năng General và một kĩ năng Burst. Kĩ năng Burst yêu cầu tích lũy sức lực, có thể bằng cách gây sát thương lên mục tiêu. Nếu kĩ năng Burst được kích hoạt ba lần, sức tấn công của tất cả các đồng minh sẽ được tối đa hóa. Các nhân vật mới có thể sở hữu được thông qua hệ thống gacha, tính phí tiền tệ trong trò chơi — kiếm được bằng cách chơi hoặc thông qua các giao dịch vi mô — để sử dụng. Người chơi có thể cử Nikke ra ngoài để khám phá các khu vực và hoàn thành nhiệm vụ trong khu vực. Trò chơi có chế độ nhiều người chơi và PvP, với tối đa năm người chơi trên mỗi thế giới.

## Cốt truyện

### Bối cảnh
Goddess of Victory: Nikke diễn ra trong tương lai xa, bối cảnh hậu khải huyền, nơi Trái đất bất ngờ bị tấn công bởi các sinh vật cơ học ngoài hành tinh, gọi là Rapture, chúng đã phá hủy mọi thứ trên bề mặt Trái đất, buộc những người còn lại phải ẩn náu dưới lòng đất và thành lập nên Ark, một thành phố/cơ sở nghiên cứu. Nhiều thập kỉ sau, một số nhà sản xuất đã nghiên cứu chế tạo những chiến binh hình người được gọi là Nikke, để sử dụng làm vũ khí đánh bại Rapture, khôi phục nhân loại trên bề mặt Trái đất.

## Phát triển và phát hành
Nikke được phát triển bởi công ti Shift Up có trụ sở tại Hàn Quốc, làm việc với nhà phát hành Level Infinite. Quá trình phát triển bắt đầu vào năm 2018 với cuộc thi lập kế hoạch nội bộ cho một nguyên mẫu của trò chơi. Ban đầu, trò chơi được lên kế hoạch là chơi từ góc nhìn người thứ nhất, nhưng sau đó đã thay đổi để kết hợp các tư thế chiến đấu lấy cảm hứng từ loạt phim Gears of War. Tổng giám đốc điều hành của Shift Up, Kim Hyung-tae, người chịu trách nhiệm sản xuất và minh họa, mong muốn tựa game có thể chơi được chỉ bằng một tay, nhằm cho phép đa người chơi dễ dàng thích ứng với cơ chế. Ông Kim tin rằng phong cách nghệ thuật chibi quá "nén" và đã lựa chọn các mô hình minh họa kích thước thật cho các trận chiến với Live2D, "nơi mà tính thẩm mỹ của các nhân vật sẽ được thể hiện một cách hoàn toàn." Hai công ti đã tổ chức thử nghiệm beta đóng cho phiên bản toàn cầu của trò chơi giữa thời điểm thông báo và phát hành, cho phép những người đăng kí trước được chọn để kiểm thử cơ chế trò chơi. Trò chơi có thuyết minh bằng tiếng Anh, tiếng Nhật và tiếng Hàn.
Nikke được tiết lộ lần đầu tiên tại sự kiện Crank in Showcase vào năm 2019, với một số triển lãm thương mại được tổ chức trước khi phát hành, chẳng hạn như ở G-Star hoặc ở Tokyo Game Show. Trò chơi ban đầu được lên kế hoạch phát hành trên toàn cầu cho Android và iOS vào năm 2020, nhưng đã lên lịch lại và cuối cùng phát hành vào ngày 4 tháng 11 năm 2022. Trò chơi đã vượt qua ba triệu lượt đăng kí trước trước khi phát hành.